# Ranomi Kromowidjojo
Ranomi Kromowidjojo (n. 20 august 1990, Sauwerd⁠(d), Groningen, Țările de Jos) este o înotătoare olandeză, medaliată olimpică. A participat la 4 ediții ale Jocurilor Olimpice (2008, 2012, 2016, 2020) în care a câștigat 3 medalii de aur și o medalie de argint.